# Sangō
Sangō (japanska: 三郷町?, Sangō-chō) är en landskommun (köping) i Nara prefektur i Japan.  Här ligger Shintohelgedomen Tatsuta-taisha.